# Materials microporosos

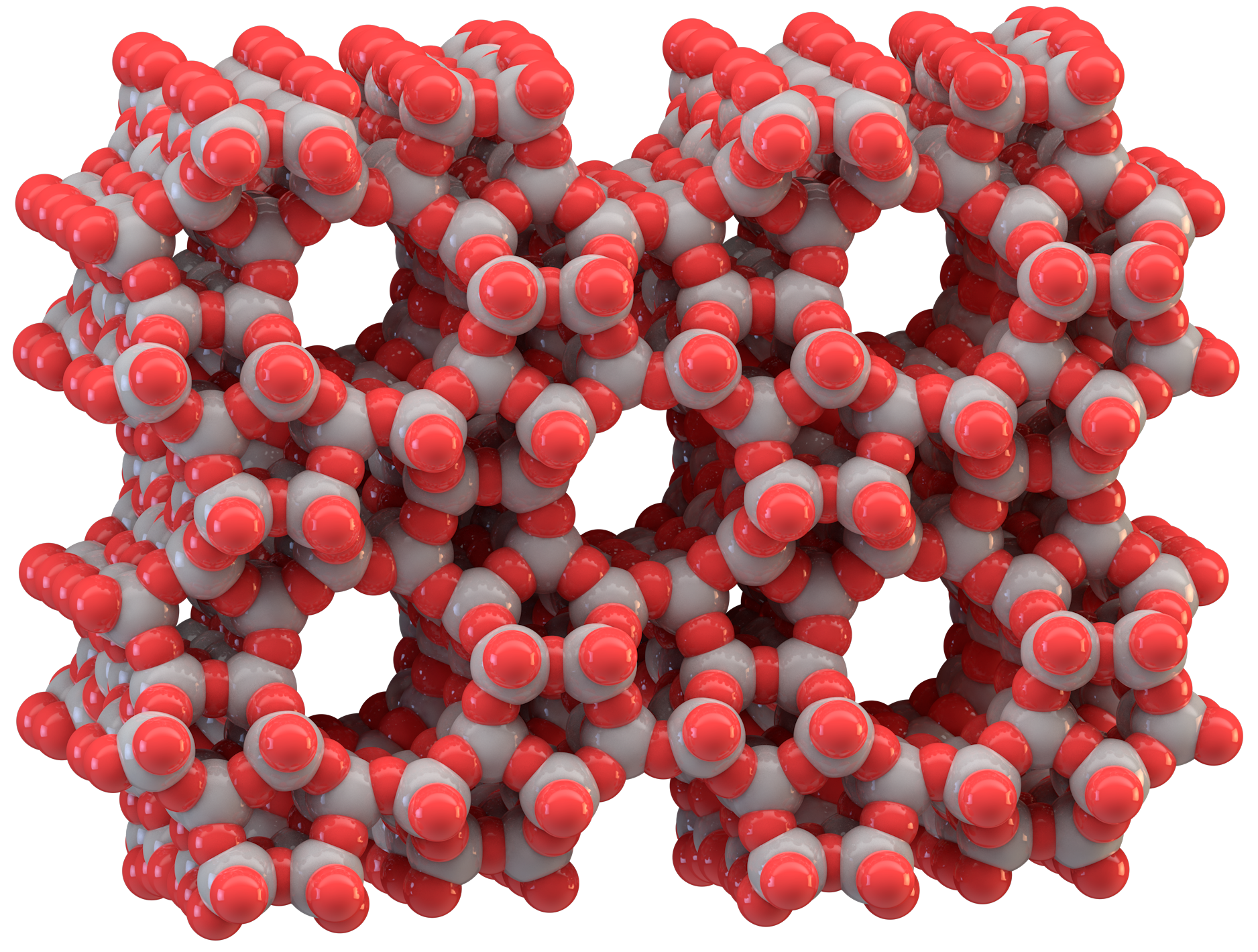
Estructura de la zeolita ZSM-5, on s'observen els seus microporos.

Segons la IUPAC, un material microporós és aquell que conté porus amb diàmetres inferiors als 2 nm. Entre aquests materials es troben algunes zeolites, així com estructures metàl·liques–orgàniques.
En el context dels nanomaterials, les recomanacions de la IUPAC classifiquen els materials porosos segons la mida dels seus porus:
- Materials microporosos, aquells que tenen un diàmetre de poro inferior a 2 nanòmetres.
- Materials mesoporosos, aquells materials amb un diàmetre de porus intermèdi, d’entre 2 i 50 nanòmetres.
- Materials macroporosos, aquells amb un diàmetre de porus superior a 50 nm.

Cal destacar que en aquest context, el prefix micro- no fa referència als micròmetres, sinó a que és la categoria amb el diàmetre de porus més petit de la classificació.